# Dwergvaalhoed
De dwergvaalhoed (Hebeloma birrus) is een zeldzame paddenstoel uit de familie Hymenogastraceae. De soort komt voor in loofbosrijke gebieden en groeit op een zanderige of humusrijke bodem. De vruchtlichamen verschijnen van juli tot oktober. Het is een giftige paddenstoel.

## Kenmerken

### Uiterlijke kenmerken
Hoed
De hoed heeft een diameter van (6) 16–45 (75) mm, aanvankelijk halfbolvormig, later plat. Het oppervlak is geelbruin, okerbruin, roodbruin met een geelbruin centrum en een lichtere, geelachtige rand, fijn schilferig, vettig, slijmerig, zonder resten van de omhulling.
Lamellen
De lamellen zijn convex met tussenlamellen, dicht, aanvankelijk bleekbruin, crèmegeel, later donkerder, ook met bruine vlekken. Als ze jong zijn, zijn de lamelsnedes bedekt met kleine druppeltjes, die later opdrogen en roestbruine plekken vormen.
Steel
De steel heeft een lengte van 19) 29–74 (100) mm en een dikte van (2) 3–7 (14) mm. Hij is vaak gebogen, cilindrisch met een verdikte wortelbasis, aanvankelijk witachtig of roomwit, draadvormig, later bruinachtig. De ringvormige zone is vaak bedekt met bruin sporenpoeder.
Geur en smaak
Neutrale tot licht aangename paddenstoelgeur, zoals zwarte thee, geen cacao of radijs! Bittere smaak.

### Microscopische kenmerken
De sporen zijn tabaksbruin / kaneelbruin, slank, citroen- of amandelvormig, amyloïde, ruw en meten 9–11,7 × 4,5–6 µm . De cheilocystidia zijn kort, cilindrisch, met een doorsnede van 5–7 µm aan de top en meten 28–60 × 6–10 µm. Pleurocystidia komen niet voor. De basidia zijn 4-sporig en meten 20–33 (34) × 5–8. Caulocystidia komen wel voor, zien er hetzelfde uit als de cheilocystidia, maar dan tot een lengte van 150 µm.

## Ecologie
Een terrestrische mycorrhiza-schimmel. Hij komt voor in verschillende soorten bossen met beuken en haagbeuken.

## Verspreiding
De dwergvaalhoed komt voor in Noord-Amerika, Europa en Azië. De meeste posities zijn bekend uit Europa. De soort is hier wijd verspreid en komt voor van de Middellandse Zee in het zuiden tot de Spitsbergen-archipel in de Noordelijke IJszee.
In Nederland komt de dwergvaalhoed vrij algemeen voor. Hij staat op de rode lijst in de categorie 'Bedreigd'.
In 2012 werd de paddenstoel gevonden in het Nationaal Park De Meinweg in de Nederlandse provincie Limburg, waar hij groeide op de resten van een wild zwijn.

## Taxonomie
Dit taxon werd voor het eerst beschreven in 1838 door Elias Fries, die het Agharicus birrus noemde. De huidige naam volgens Index Fungorum kreeg het in 1910 van Claude-Casimir Gillet.